# Le Translay
Le Translay település Franciaországban, Somme megyében. Lakosainak száma 234 fő (2022. január 1.). Le Translay Biencourt, Bouillancourt-en-Séry, Framicourt, Frettemeule, Martainneville és Vismes községekkel határos.

## Népesség
A település népességének változása:
| Lakosok száma | 230  | 237  | 253  | 248  | 253  | 258  | 248  | 241  | 234  |
|               | 2013 | 2015 | 2016 | 2017 | 2018 | 2019 | 2020 | 2021 | 2022 |